# Daïra de Bouhadjar
La daïra de Bouhadjar est une circonscription administrative algérienne située dans la wilaya d'El Tarf. Son chef-lieu est situé sur la commune éponyme de Bouhadjar.
La daïra regroupe les deux communes de Bouhadjar, Aïn Kerma, Oued Zitoun et Hammam Beni Salah.